# 労働者派遣事業

OECD定義による一時雇用者の割合。有期労働契約、派遣労働、季節労働、日雇いなどが含まれる。

労働者派遣事業（ろうどうしゃはけんじぎょう、英語: Temporary employment agency services）は、職業紹介事業の一つである。その事業を行っている会社を人材派遣会社（じんざいはけんがいしゃ、英語: Temporary work agency）という。業種としては人材派遣業（じんざいはけんぎょう）、労働者派遣業（ろうどうしゃはけんぎょう）とも呼ばれる。
派遣元となる人材派遣会社に登録している労働者（雇用の分類においては一時雇用者（Temporary workers）に分類される）を、派遣先（人材派遣会社から見て取引先）となる事業所へ派遣して、かつ派遣先担当者の指揮命令のもとで派遣労働を提供する雇用形態のことである。こうした雇用形態で働く労働者を派遣労働者（はけんろうどうしゃ）と呼び、俗語では派遣社員と言い、略して単に派遣、派遣さん、などと呼ばれることもある。

## 国際労働条約
国際労働条約181号においては、労働者派遣事業を許可もしくは届出制とし、公的保護を与えるよう規制している。日本はこれを批准している。

## 各国の制度
| 国           | 割合(%) |
| ------------ | ------- |
| エストニア   | 0.01    |
| ギリシャ     | 0.19    |
| ノルウェー   | 0.25    |
| ハンガリー   | 0.27    |
| ポーランド   | 0.52    |
| デンマーク   | 0.57    |
| イタリア     | 0.80    |
| 米国         | 0.90    |
| スイス       | 0.97    |
| 英国         | 0.97    |
| チェコ       | 1.04    |
| スウェーデン | 1.14    |
| ラトビア     | 1.18    |
| ポルトガル   | 1.48    |
| フィンランド | 1.65    |
| リトアニア   | 1.98    |
| オーストリー | 2.00    |
| ドイツ       | 2.06    |
| ベルギー     | 2.07    |
| アイルランド | 2.37    |
| フランス     | 2.73    |
| オランダ     | 3.28    |
| スペイン     | 3.45    |
| スロバキア   | 4.07    |
| スロベニア   | 4.08    |

### アメリカ
労働法制の発達が限定的なアメリカでは、労働者派遣を規制する法律がなく、過去の判例の積み重ねや、州によっては派遣業者の届出や手数料の上限を定める規制があるにとどまる。個別法を持たないため、議論の中心は包括的な制度やその運用をどのように行うかに向かう。
企業は一時的、臨時的な雇用として労働者派遣を利用するが、一般的には所定の期間経過時に職務遂行状況が良好な場合には派遣先が自社の労働者として採用する旨を当初から契約で定めている場合が多く、結果的には日本でいう紹介予定派遣（このような労働者派遣契約をTeｍporary to Hireという）として機能している。
規制が少ないため、自由かつ柔軟な労働者派遣ビジネスを設計することができ、現に多くの派遣会社が士業などの専門職から単純労働まで多彩なサービスを提供し、労働市場の円滑化に資している。一方、正規社員との賃金格差や、医療保険の無保険者の問題は深刻である。

### 欧州連合
欧州連合の派遣労働指令においては、第5条で「平等な扱いの原則」として同一労働同一賃金を義務としている。

### デンマーク
デンマークでは、派遣エージェントとの契約最長期間には制限がない。エージェントは規制当局に対して認可も報告も必要としないが、正規労働者との賃金および労働条件の平等が求められる。

### ドイツ
ドイツにおいては、派遣エージェントとの契約最長期間は18カ月であるが、契約更新回数の上限はない。エージェントは労働省に認可を受ける必要があり、報告義務を負う。

### 中国
「労働契約法」（2007年6月29日公布）の施行により規制される。日本と同様、労働者派遣は通常、臨時的、補助的または代替的な職場に制限され、また二重派遣や専ら派遣は、明確に禁止されている。さらに2014年3月1日施行の「労務派遣暫定規定」により、労務派遣事業に対する規制を強化し、派遣労働者の比率を全従業員の10％以内に制限した。

## 日本
日本では労働者派遣事業の適正な運営の確保及び派遣労働者の保護等に関する法律（労働者派遣法、以下「派遣法」と略す）を根拠とする。派遣法第2条では、労働者派遣を以下のように定義している。
厚生労働大臣は、労働者派遣事業に係る派遣法の規定の運用に当たっては、労働者の職業生活の全期間にわたるその能力の有効な発揮及びその雇用の安定に資すると認められる雇用慣行並びに派遣就業は臨時的かつ一時的なものであることを原則とするとの考え方を考慮するとともに、労働者派遣事業による労働力の需給の調整が職業安定法に定める他の労働力の需給の調整に関する制度に基づくものとの調和の下に行われるように配慮しなければならない（派遣法第25条）。 

### 業務請負契約との相違
派遣法によって労働者派遣契約は従来の業務請負契約と明確に区別されることになったという。
業務請負では、請負労働者は自身が雇用関係を結ぶ企業（=請負業者）と注文主の企業との間で締結した請負契約にもとづいて労働を提供する。そのため、労働者の指揮命令権は注文主の企業ではなく、あくまでも請負業者にあると定義されている。
一方、労働者派遣では、派遣業者と派遣先の企業が派遣契約を結び、派遣業者と派遣労働者が雇用関係を結び、派遣先の企業と派遣労働者が使用関係を結ぶ、言うなれば三角形の関係にある。そのため、労働者の指揮命令権は派遣先の企業に認められている。

### 派遣事業の分類
|              | 一般派遣事業者 | (旧)特定派遣事業者 |
| ------------ | -------------- | ------------------ |
| 無期雇用派遣 | 31.1万人       | 7.9万人            |
| 有期雇用派遣 | 92.5万人       | 2.1万人            |
| 業態         | 許可制         | 許可制             |
| 事業所数     | 29,667事業所   | 40,703事業所       |

#### 特定労働者派遣事業（2018年9月29日で廃止）
派遣元に常時雇用される労働者（自社の正規雇用社員・常用型派遣）を他社に派遣する形態。届出制（派遣法16条、いわゆる「16条派遣」）。
一般労働者派遣の業者に比べると、派遣先として対応する企業・職種の幅は狭いが、特定の事業所に対し技術者（主にコンピュータ・IT・エレクトロニクス・機械系の設計関連）などを派遣するような業者（主にアウトソーシング業者と呼ばれる）が多い。
2015年（平成27年）の法改正により16条が削除され、すべての労働者派遣事業が許可制の労働者派遣事業に一本化された。なお経過措置により同年9月30日時点で特定労働者派遣事業を営んでいる事業者は、引き続き2018年（平成30年）9月29日まで特定労働者派遣事業を営むことができる。2015年9月30日以降は、新規の届出は受理されず、それまでに事業所を開設していても新設に係る変更届は受理されない。

#### 一般労働者派遣事業（労働者派遣事業）
派遣元に常時雇用されない労働者（自社の非正規雇用社員・登録型派遣）を他社に派遣する形態。厚生労働大臣による許可制。臨時・日雇い派遣もこれに該当する。なお、一般労働者派遣事業の許可を得れば、前項の特定労働者派遣事業も可能である。平成27年改正により常時雇用の有無を問わず許可制に一本化された。なお、改正前に一般労働者派遣事業を営んでいる場合は、その許可のままで引き続き労働者派遣事業を営むことができる。
一般的に「派遣会社」といえば、この形態の事業者が広く知られている。
平成27年改正後の労働者派遣事業は、許可を受けるためには以下の要件をすべて満たすことが必要となる。許可の有効期間は新規3年、更新後は5年となる。
- 専ら労働者派遣の役務を特定の者に提供することを目的として行われるものでないこと
- 派遣労働者に係る雇用管理を適正に行うに足りる能力を有するものとして次に掲げる基準に適合するものであること
  - 派遣労働者のキャリア形成支援制度を有すること
  - 教育訓練等の情報を管理した資料を労働契約終了後3年間は保存していること
  - 無期雇用派遣労働者を労働者派遣契約の終了のみを理由として解雇できる旨の規定がないこと。また、有期雇用派遣労働者についても、労働者派遣契約の終了時に労働契約が存続している派遣労働者については、労働者派遣契約の終了のみを理由として解雇できる旨の規定がないこと
  - 労働契約期間内に労働者派遣契約が終了した派遣労働者について、次の派遣先を見つけられない等、使用者の責めに帰すべき事由により休業させた場合には、休業手当（労働基準法第26条）を支払う旨の規定があること
  - 派遣労働者に対して、安全衛生教育（労働安全衛生法第59条）の実施体制を整備していること
  - 雇用安定措置の義務を免れることを目的とした行為を行っており、都道府県労働局から指導され、それを是正していない者でないこと
- 個人情報を適正に管理し、派遣労働者等の秘密を守るために必要な措置が講じられていること
- 事業を的確に遂行するに足りる能力を有するものであること
  - 事業所の面積がおおむね20平方メートル以上であること
  - 資産の総額から負債の総額を控除した額（基準資産額）が「2,000万円×事業所数」以上、現預金額が「1,500万円×事業所数」以上であること
    - 1つの事業所のみを有し、常時雇用している派遣労働者が10人以下である中小企業事業主については、当分の間、基準資産額1,000万円・現預金額800万円、5人以下である中小企業事業主については、平成30年9月29日までの間、基準資産額500万円・現預金額400万円とする

### 紹介予定派遣
労働者派遣の内、派遣先企業での直接雇用を前提とする形態。
一定期間派遣社員として勤務し、期間内に派遣先企業と派遣社員が合意すれば、派遣先企業で直接雇用される。ただし必ずしも正社員になれるとは限らない。前提になっているのはあくまで「直接雇用」なので、契約社員やアルバイトも含まれる。派遣事業者は労働者派遣事業と職業紹介事業の双方の許可が必要。派遣期間は6ヶ月以内。

### 派遣労働者の分類
|              | 無期雇用派遣 | 有期雇用派遣 |
| ------------ | ------------ | ------------ |
| 製造業務     | 6.2万人      | 22.0万人     |
| 製造業務以外 | 32.8万人     | 72.6万人     |

常用型派遣（正規雇用）
派遣先企業の仕事の依頼が有無にかかわらず、常に派遣労働者と派遣業者との間に雇用契約が結ばれている状態の派遣。定常型派遣、無期雇用派遣ともいう。
なお、いわゆる契約社員は有期直接雇用であり、正社員（無期直接雇用の被雇用者。つまり常時雇用される労働者）には当たらないため、常用型派遣され得ない。次節の登録型派遣を参照。
登録型派遣（有期雇用）
派遣先企業の仕事の依頼が有るときのみに、派遣労働者と派遣業者との間に雇用契約の関係が生じる状態の派遣。有期雇用派遣ともいう。日雇い派遣もここに含まれる。

### 派遣期間
平成27年9月30日時点で既に締結されている労働者派遣契約については、その契約に基づく労働者派遣がいつ開始するかにかかわらず、改正前の法による期間制限がかかる。すなわち、期間は原則1年。延長は最長3年まで可能だが、その事業所の過半数労働組合等（過半数労働組合または過半数代表者）の意見を聴取する義務がある（派遣法第40条の2）。ただし、派遣契約締結から派遣開始までにあまりにも期間が空いている場合は脱法行為と認定される可能性がある。 
平成27年9月30日以降に締結された労働者派遣契約に基づく労働者派遣には、全ての業務で次の2つの期間制限が適用される。
派遣先事業所単位の期間制限
派遣先の同一の事業所に対し派遣できる期間（派遣可能期間）は、原則、上限3年となる。起算日は、新たな期間制限の対象となる労働者派遣を行った日である。3年の間に派遣労働者が交代したり、他の労働者派遣契約に基づく労働者派遣を始めた場合であっても、起算日は変わらない。延長しようとする場合、その事業所の過半数労働組合等からの意見を聴く必要がある。延長期間も上限3年であり、また延長しても、個人単位の期間制限を超えて同一の有期雇用の派遣労働者を引き続き同一の組織単位に派遣することはできない。
ここでいう「事業所」とは、雇用保険の適用事業所と同一である。雇用保険の事業所非該当承認を受けている場合、原則、期間制限を受ける事業所単位の事業所としては認められない。こうした一の事業所としての独立性がないものについては、直近上位の組織に包括して全体を一の事業所として取り扱うこととなる。
派遣先の事業所ごとの業務について、労働者派遣の終了後に再び派遣する場合、派遣終了と次の派遣開始の間の期間が3ヶ月を超えないときは、労働者派遣は継続しているものとみなされる（クーリング期間）。派遣先が延長手続を回避する目的でクーリング期間を空けて派遣受け入れを再開する行為は、法の趣旨に反し、行政指導等の対象となる。
過半数労働組合等からの意見聴取は、期間制限の抵触日の1ヶ月前（起算日から2年11か月後）までに、十分な考慮期間を設けたうえで行わなければならない。また派遣先は、過半数労働組合等が意見を述べる参考となる資料を提供しなければならず、意見の内容を書面に記載して3年間保存し、また事業所の労働者に周知しなければならない。意見を聴いた結果、過半数労働組合等から異議があった場合には、派遣先は対応方針等を説明しなければならず、またその意見を十分尊重するよう努めなければならない。
最初の受け入れの際には、派遣先は過半数労働組合等に受け入れの方針を説明することが望ましいとされる。
派遣労働者個人単位の期間制限
同一の派遣労働者を、派遣先の事業所における同一の組織単位に対し派遣できる期間は、原則、上限3年となる。組織単位を変えれば、同一の事業所に引き続き同一の派遣労働者を派遣することができるが、3年を超える場合は事業所単位の期間制限を延長する必要がある。
ここでいう「組織単位」とは、業務としての類似性・関連性があり、組織の長が業務配分、労務管理上の指揮監督権限を有するものとして、実態に即して判断される（一般的な企業の「課」「グループ」に相当する）。派遣労働者の従事する業務が変わっても、同一の組織単位内である場合には、派遣期間は通算される。
派遣先の事業所における同一の組織単位ごとの業務について、労働者派遣の終了後に同一の派遣労働者をふたたび派遣する場合、派遣終了と次の派遣開始の間の期間が3ヶ月を超えないときは、労働者派遣は継続しているものとみなされる（クーリング期間）。
期間制限を受けない場合
以下の場合は期間制限はかからない。
- 派遣元事業主に無期雇用される派遣労働者を派遣する場合
- 60歳以上の派遣労働者を派遣する場合
- 終期が明確な有期プロジェクト業務に派遣労働者を派遣する場合（平成27年改正前は「3年以内の有期プロジェクト」とされていたが、改正後は終期が明確であれば3年を超えてよい）
- 日数限定業務（1ヶ月の勤務日数が通常の労働者の半分以下かつ10日以下であるもの）に派遣労働者を派遣する場合
- 産前産後休業、育児休業、介護休業等を取得する労働者の業務に派遣労働者を派遣する場合

かつて派遣法施行令第4条で定めていた業務（俗称26業務）については専門的な業務であるか、特別の雇用形態が必要とされることにより、派遣期間制限はないとされてきたが、平成27年改正により、26業務についても他の業務と同様の期間制限がかかることとなった。なお改正法の施行を理由に26業務に従事していた有期雇用者に雇い止めを行ってはならない（派遣労働者にも労働契約法第19条（雇い止め法理）が適用される）。
日雇い派遣の制限

登録型派遣のうち、その雇用する日雇労働者を派遣するものを特に「日雇い派遣」と呼ぶ。ここでいう「日雇労働者」とは、「日々又は30日以内の期間を定めて雇用する労働者」をいう。2012年の派遣法改正により、「派遣法施行令第4条で定める業務」「60歳以上」「雇用保険の適用を受けない学生（いわゆる昼間学生）」「世帯収入が500万円以上」「主収入が500万円以上の者が副業として従事する場合」の例外を除いて原則的に禁止となった（派遣法第35条の4、派遣法施行令第4条）。

派遣法施行令第4条で定める業務（俗称26業務）

1. 情報処理システム開発
2. 機械設計
3. 電子計算機やタイプライターの機器操作
4. 通訳、翻訳、速記
5. 秘書
6. ファイリング
7. 調査
8. 財務
9. 貿易
10. デモンストレーション
11. 添乗
12. 受付・案内
13. 研究開発
14. 事業の実施体制の企画、立案
15. 書籍等の制作・編集
16. 広告デザイン
17. OA インストラクション
18. セールスエンジニアの営業、金融商品の営業

### 労働基準法等の適用に関する特例等
労働基準法等の労働者保護法規の労働者派遣事業に対する適用については、原則として派遣中の労働者と労働契約関係にある派遣元の事業主が責任を負う立場にある。しかしながら、派遣中の労働者に関しては、その者と労働契約関係にない派遣先の事業主が業務遂行上の具体的指揮命令を行い、また実際の労働の提供の場における設備、機械等の設置・管理も行っているため、派遣中の労働者について、その保護に欠けることのないようにする観点から、派遣先における具体的な就業に伴う事項であって、労働者派遣の実態から派遣元の事業主に責任を問うことの困難な事項、派遣労働者保護の実効を期すうえから派遣先の事業主に責任を負わせることが適当な事項については、派遣先の事業主に責任を負わせることとし、労働基準法等の適用の特例等に関する規定を設けている（派遣法第44条~第47条の4）。労働基準法等の適用の特例に関する規定は、当該特例規定がなければ派遣元の事業主が負担しなければならない責任を、特定のものについて派遣先の事業主に負わせるものであり、このような特例規定が存しない労働基準法等の規定については、すべて派遣元の事業主が責任を負担することになる。
労働基準法
- 派遣元・派遣先双方が使用者としての義務を負う規定
  - 均等待遇（第3条）、強制労働の禁止（第5条）、徒弟の弊害の排除（第69条）
- 派遣先が使用者としての義務を負う規定
  - 公民権行使の保障（第7条）、労働時間（第32条、第60条）、変形労働時間制（第32条の2~第32条の4。ただし協定の締結は派遣元。「1週間単位の変形労働時間制」は除く）、時間外・休日労働（第33条、第36条。ただし「三六協定」は派遣元）、休憩時間（第34条）、休日（第35条）、労働時間の適用の特例（第40条、第41条）、深夜業（第61条）、危険有害業務の就業制限（第62条、第64条の3）、坑内労働（第63条、第64条の2）、妊産婦の労働時間の特例（第66条）、育児時間（第67条）、生理日の就業が著しく困難な女性に対する措置（第68条）

労働安全衛生法
- 派遣元・派遣先双方が事業者としての義務を負う規定
  - 総括安全衛生管理者（第10条）、衛生管理者（第12条）、安全衛生推進者（第12条の2）、産業医（第13条）、衛生委員会（第18条）、安全管理者等に対する教育等（第19条の2）、作業内容変更時の安全衛生教育（第59条2項）、危険有害業務従事者に対する教育（第60条の2）、中高年齢者等についての配慮（第62条）、健康診断実施後の作業転換等の措置（第66条の8）
- 派遣先が事業者としての義務を負う規定
  - 安全管理者（第11条）、作業主任者（第14条）、統括安全衛生責任者（第15条）、元方安全衛生管理者（第15条の2）、店社安全衛生管理者（第15条の3）、安全委員会（第17条）、労働者の危険又は健康障害を防止するための措置（第20条~第36条）、定期自主検査（第45条）、化学物質の有害性の調査（第57条の4）、危険有害業務就業時の安全衛生教育（第59条3項）、職長教育（第60条）、就業制限（第61条）、作業環境測定（第65条）、有害な業務に係る健康診断（第66条2項）、労働時間の状況の把握（第66条の8の3）、受動喫煙の防止（第68条の2）、安全衛生改善計画（第78条、第79条）

### 雇用安定措置
平成27年9月30日以降に締結された派遣契約に基づく派遣労働者に対しては、派遣元事業主は派遣労働者の派遣終了後の雇用を継続させるための措置（雇用安定措置）を講じなければならない。具体的には以下のとおりである。義務は、派遣元事業主が適切に履行するか、派遣労働者が就業継続を希望しなくなるまで効力が存続する。たとえ労働契約が終了した場合であっても、義務の履行はしなければならない。雇用安定措置を講ずる際には、本人の意向を尊重し、本人が希望する措置を講じるよう努めなければならない。派遣元事業主は、個々の派遣労働者に対して実施した雇用安定措置の内容について派遣元管理台帳に記載しなければならない。
1. 派遣先への直接雇用の依頼
対象となる派遣労働者が現在就業している派遣先に対して、派遣終了後に、本人に直接雇用の申込をしてもらうよう依頼する。この依頼は、書面の交付等により行うことが望ましい。
この措置を講じた結果、派遣先での直接雇用に結びつかなかった場合、派遣元事業主は他の措置を追加で講じる必要がある。
派遣先が直接雇用しようとする際に、派遣元がこれを禁止したり妨害したりすることは、派遣法の趣旨に反し、行政指導の対象となる。
派遣先が、受け入れている派遣労働者を直接雇用した場合、キャリアアップ助成金の支給対象となる。
2. 新たな派遣先の提供（合理的なものに限る）
派遣労働者が派遣終了後も就業継続できるよう、新しい派遣先を確保し、派遣労働者に提供する。
対象となる派遣労働者を派遣元事業主が無期雇用とした上で（期間制限の対象外となる）、これまでと同一の派遣先に派遣することもこの措置に該当する。
3. 派遣元事業主による無期雇用
派遣元事業主が、対象となる派遣労働者を無期雇用とし、自社で就業させる（派遣労働者以外の働き方をさせる）。
派遣元が就業規則等により、一律に試験を課し、試験合格者のみを無期雇用労働者として雇用するということを定めていた場合、当該試験の不合格者に対して雇用安定措置を講じたとはいえず、別の措置を講ずる必要がある。
4. その他雇用の安定を図るために必要な措置
新たな就業の機会を提供するまでの間に行われる有給の教育訓練
紹介予定派遣、等々

対象となる派遣労働者は、
- 同一の組織単位に継続して3年間派遣される見込みのある者については、1~4のいずれかを講じなければならない。
  - 雇用安定義務措置を逃れるために意図的に派遣期間を3年未満にすることは、脱法行為として行政指導の対象となる。
- 同一の組織単位に継続して1年以上3年未満派遣される見込みのある者については、1~4のいずれかを講じるよう努めなければならない。
- 上記以外の者で、派遣元事業主に雇用された期間が通算1年以上の者については、2~4のいずれかを講じるよう努めなければならない。

派遣先は、組織単位ごとの同一の業務について派遣元から継続して1年以上同一の有期雇用派遣労働者（特定有期雇用派遣労働者）に係る労働者派遣を受けた場合において、引き続き当該業務に労働者を従事させるために労働者を雇い入れようとするときは、当該業務に従事した特定有期雇用派遣労働者（継続して就業することを希望する者に限る）を、遅滞なく雇い入れるよう努めなければならない。

### キャリア形成支援制度
平成27年改正により、派遣事業の許可を受けるためには、派遣労働者に対するキャリア形成支援制度の措置を定めることが義務化された。その許可基準は具体的には以下のとおりである。
- 派遣労働者のキャリア形成を念頭に置いた段階的かつ体系的な教育訓練の実施計画を定めていること。その教育訓練計画の内容は、
  - 実施する教育訓練がその雇用するすべての派遣労働者を対象としたものであること。
  - 実施する教育訓練が有給かつ無償で行われること（下記の時間数に留意）
  - 実施する教育訓練が派遣労働者のキャリアアップに資する内容のものであること（キャリアアップに資すると考える理由については、提出する計画に記載が必要）
  - 派遣労働者として雇用するにあたり実施する教育訓練（入職時の教育訓練）が含まれたものであること
  - 無期雇用派遣労働者に対して実施する教育訓練は、長期的なキャリア形成を念頭に置いた内容のものであること
- キャリア・コンサルティングの相談窓口を設置していること
  - 相談窓口には担当者（キャリア・コンサルティングの知見を有する者）が配置されていること
  - 相談窓口は、雇用するすべての派遣労働者が利用できること
  - 希望する全ての派遣労働者がキャリア・コンサルティングを受けられること
- キャリア形成を念頭に置いた派遣先の提供を行う手続きが規定されていること
  - 派遣労働者のキャリア形成を念頭に置いた派遣先の提供のための事務手引、マニュアル等が整備されていること
- 教育訓練の時期・頻度・時間数等
  - 派遣労働者全員に対して入職時の教育訓練は必須であること。キャリアの節目などの一定の期間ごとにキャリアパスに応じた研修等が用意されていること
  - 実施時間数については、フルタイムで1年以上の雇用見込みの派遣労働者一人当たり、毎年概ね8時間以上の教育訓練の機会を提供すること
  - 派遣元事業主は上記の教育訓練計画の実施に当たって、教育訓練を適切に受講できるように就業時間等に配慮しなければならないこと

#### 段階的かつ体系的な教育訓練
段階的かつ体系的な教育訓練は、キャリア形成支援制度として策定した教育訓練計画に基づいて行う。
派遣元事業主は、個々の派遣労働者について適切なキャリアアップ計画を派遣労働者との相談に基づいて策定し、派遣労働者の意向に沿った実効性ある教育訓練を実施することが望まれる。またその教育訓練は必ず有給・無償のものでなければならず、その費用を派遣労働者の賃金の削減によって補うことは望ましくない。派遣元が実施を義務付けられた教育訓練に加えて更なる教育訓練を自主的に実施する場合、実質的に派遣労働者の参加が強制されるものである場合には派遣労働者がこれらの訓練に参加した時間は労働時間として計算し有給とする必要がある。

### 均等待遇の推進
派遣元事業主は、派遣先で同種の業務に従事する労働者との均衡を考慮しながら、賃金の決定、教育訓練の実施、福利厚生の実施を行うよう配慮しなければならない（31条の2）。また、派遣元事業主は、派遣労働者が希望する場合には、この待遇の確保のために考慮した事項を本人に説明しなければならず、派遣労働者が説明を求めたことを理由として不利益取り扱いをしてはならない（31条の5）。
派遣先事業主は、派遣元が派遣労働者の賃金を適切に決定できるよう、必要な情報を提供するよう配慮しなければならない。また、派遣先は、派遣先の労働者に対し業務と密接に関連した教育訓練を実施する場合、派遣元から求めがあったときは、派遣元で実施可能な場合を除き、派遣労働者に対してもこれを実施するよう配慮しなければならない。派遣先は、派遣先の労働者が利用する以下の施設については派遣労働者に対しても利用の機会を与えるよう配慮しなければならない。
- 給食施設（食堂）
- 休憩室または休憩所
- 更衣室

### 労働契約申込みみなし制度
平成27年10月1日以降、派遣先が次に掲げる違法派遣を受け入れた場合、その時点で、派遣先が派遣労働者に対して、その派遣労働者の派遣元における労働条件と同一の労働条件を内容とする労働契約の申込をしたものとみなされる（派遣先が違法派遣に該当することを知らず、かつ、知らなかったことに過失がなかったときを除く）（派遣法第40条の6）。
- 派遣禁止業務に従事させた場合
- 無許可の事業主から労働者派遣を受け入れた場合
- 期間制限に違反して労働者派遣を受け入れた場合
  - 平成27年9月30日より前から行われている労働者派遣については、改正前の法による労働契約申込み義務の対象となり、労働契約申し込みみなし制度の対象とはならない。
- いわゆる偽装請負の場合

派遣元は労働者派遣を行おうとする際にはあらかじめ、また派遣先から派遣可能期間の延長の通知を受けた際には速やかに、派遣労働者に対し、抵触日を明示しなければならず、併せて派遣先が抵触日を超えた（期間制限違反の）派遣の受け入れを行った場合には、労働契約申込みみなし制度の対象となることを明示しなければならない。

### 健康保険組合
労働者派遣を行う事業者の業界団体である社団法人日本人材派遣協会（当時、現在は一般社団法人へ移行）は、2002年に人材派遣健康保険組合（通称「はけんけんぽ」）を設立した。
派遣労働者は従来、派遣元である労働者派遣事業者との契約が通常月単位であり、継続雇用されていないことを理由に健康保険や厚生年金保険に加入しないことが多かった。この取り扱いは、派遣労働者にとっては保険料を負担しないことによる手取り収入の増加、派遣元である派遣事業者にとっては保険料負担軽減および社会保険関係事務の軽減、派遣先企業にとっては派遣単価の圧縮、というメリットが存在するため、契約更新を繰り返し雇用関係が実質長期にわたっても両保険制度へ加入させない取り扱いが長く続いていた。特に労働者派遣事業を専業とする事業者では、意図的に社会保険制度に未加入とする事業者もあった。しかし、2002年に会計検査院が厚生省に行った検査においてこれは違法であると指摘し、遡って両保険を適用したため多額の保険料が追徴される事態となった。こうした状況を鑑みて、業界団体が主導して健康保険組合を設立するに至ったものである。
政府管掌健康保険に加入する方法もあったが、比較的若い派遣労働者のみで保険の母集団を構成した方が健康保険料率を低く設定できるため、健康保険組合制度が採られたとされている。 平成20年度から高齢者医療制度が変わり、後期高齢者医療制度への拠出金（法令により拠出が義務づけられる納付金）のため、平成21年以降は経常収支が赤字に転落しており、この拠出金は当初加入者数に応じた頭割り計算で拠出金を決めていたため、若く所得が低い者が多い組合では非常に大きな負担となる傾向がある。また健康保険組合であるため、国民健康保険（国保）や全国健康保険協会（通称「協会けんぽ」）に比べ、休業補償等の補償制度が手厚くなるよう規約を定められるというメリットもあった。労働者派遣事業者が商社や銀行、大手メーカーなどのグループ企業の1つである場合は、親会社の健康保険組合に加入する形式を採ることもあり、これらの企業では「はけんけんぽ」成立前にすでに健康保険に加入していた事業者も多数あった。
人材派遣健康保険組合（はけんけんぽ）は2019年3月31日をもって解散し、翌4月1日より全国健康保険協会（通称:協会けんぽ）へ移行した。ただし、リクルートスタッフィング（リクルート健保）やランスタッド（ITS健保）などのように「協会けんぽ」以外の健保組合に加入している派遣会社もある。

### 歴史
労働者派遣業を行う業者は、第1次オイルショック後の1975年頃から急速に増えた。これに対応し、1985年6月に、労働者派遣法が成立し、翌1986年7月に施行された。2012年（平成24年）の改正により、「労働者派遣事業の適正な運営の確保及び派遣労働者の保護等に関する法律」へ題名改正された。
- 1986年7月1日：（第2次中曽根内閣）労働者派遣法施行。
- 1999年7月28日： （第2次橋本内閣）国際労働条約第181号（1997年の民間職業仲介事業所条約）を日本が批准。
- 1999年12月1日：（小渕内閣）改正（派遣業種の拡大）[注釈 1]
- 2002年：（第1次小泉内閣）日本人材派遣協会が健康保険組合として人材派遣健康保険組合（通称「はけんけんぽ」）を設立。
- 2004年3月1日：（第2次小泉内閣）労働者派遣法改正。物の製造業務の派遣解禁、紹介予定派遣の法制化など。
  - この改正は内閣の審議会『規制改革会議』（オリックス会長宮内義彦議長、ザ・アール社長奥谷禮子委員他）が提出した2002年「第2次答申」に基づくものである[21][22]。この改正により派遣労働者が、2000年の約33万人から2008年には約140万人に増加する。
- 2006年3月1日：（第3次小泉内閣）労働者派遣法改正により、派遣受入期間の延長、派遣労働者の衛生や労働保険等への配慮等を盛り込む。
- 2012年10月01日：（野田内閣）労働者派遣法改正により、日雇い派遣が原則禁止となる[23]。
- 2015年10月01日：（第3次安倍内閣）派遣事業の許可制への一本化、期間制限の改定、「派遣労働は臨時的・一時的なものである」ことを原則とする考え方を明確にするとともに、派遣労働者に対する雇用安定措置の実施を義務化。
- 2019年（第4次安倍内閣）
  - 3月31日：人材派遣健康保険組合（「はけんけんぽ」）が解散[18]。
  - 4月1日：人材派遣健康保険組合が、全国健康保険協会（通称「協会けんぽ」）へ移行[18]。

### 日本の主な人材派遣会社
日本の人材派遣会社一覧も参照。
- マンパワーグループ
- リクルートスタッフィング
- スタッフサービス
- パソナ
- パーソルテンプスタッフ
- パーソルキャリア
- ヒューマンリソシア
- アデコ
- ランスタッド
- ウィルオブ・ワーク
- マイナビスタッフ
- ヒト・コミュニケーションズ

### 日本における論争

#### 労働者派遣法制定に至るまで
現在の形での労働者派遣事業を採用したのは航空機業界における派遣添乗員である、という説がある。
労働者派遣法の制定にあたっては、施行前年の1985年（昭和60年）に女性差別撤廃条約を批准し雇用の分野における男女の均等な機会及び待遇の確保等に関する法律を改正したことにより、秘書や受付嬢など女性が担ってきた職種を性別限定で募集できなくなったため、派遣という形で引き続き対応させるために労働者派遣法を制定した、という説がある。

#### 「人材派遣」への言い換え
日本の法令上は「労働者派遣」が正式名称であるにもかかわらず、あえて「人材派遣」という名称を使用する派遣業者があり、業界団体である一般社団法人日本人材派遣協会でも団体名に「人材派遣」の語を用いている。
これには以下のような理由があるとする意見がある。
- 「労働者派遣」の語が、派遣先への直接雇用をイメージさせることがあり、それを避けるため
- 「労働者」の語が、ブルーカラーをイメージさせることがあり、それを避けるため
- 適正な「人材」を派遣することで労働サービスを提供する事業形態である、という印象を持たせるため

「人材派遣」という言葉の意味が明確ではないことの行政上の実例として、商業登記先例が挙げられる。2006年までは、会社の目的登記の表現には具体性が要求されており、会社目的の登記先例を掲載した目的事例集（日本法令や各法務局が編纂）によれば、「人材派遣業」という用語は具体性を欠くものとして登記不可とされていた。このため登記実務上は「労働者派遣事業」など労働者派遣法に則した表現を用いている。
2006年以降、人材派遣業でも登記は可能となっているが、法人が一般労働者派遣事業の許可申請や特定労働者派遣事業の届出を都道府県労働局に対して行う場合、定款の目的には「労働者派遣事業」を行うことが記載されていることが求められており、「人材派遣業」という表現では認められない。よって、労働者派遣事業を行おうとする事業者は、事業目的を「人材派遣業」ではなく「労働者派遣事業」と定める必要がある。

#### 問題点
労働市場の二極化・経済格差の拡大
2008年にOECDは、正規労働者と非正規労働者における雇用保護規制ギャップを問題とし、正規労働者の雇用保護削減と、非正規労働者の雇用保護・社会保障の拡大を提言している。
派遣社員の状況については、退職した後の就業機会など希望して派遣社員としての働き方を選択する人間が多いとの調査結果もある。一方で、他に選択肢がないためやむを得ず派遣社員となったケースも存在する（不完全雇用）。厚生労働省『就業形態の多様化に関する総合実態調査』によると派遣社員を選択した理由として最も多かったのは「正社員として働ける会社が無かったから」であり、派遣社員の51.6%が「他の就業形態に変わりたい」と回答し、うち91.6%は正社員を希望している。
これに対し、日本人材派遣協会専務理事の松田雄一は、月刊『人材ビジネス』2007年5月号で「派遣社員が非正規雇用の8%しか占めていないことや、派遣と請負の混同などで現状を誤解した誤った認識である」と主張した。なお総務省『労働力調査』によれば、2012年7月期から9月期の派遣社員は87万人であり、全労働者の1.7%、非正規雇用に限っても4.8%に過ぎない。
日本共産党の志位和夫は、2008年2月8日の衆議院予算委員会での質問で、労働者派遣事業の現状の問題を取り上げた。質疑の詳細は志位和夫#労働者雇用問題についてを参照。
日雇い派遣については、派遣元企業あるいは派遣先企業での違法行為が相次いで発覚したため、2012年に特定業種などを除いて原則的に禁止された。#派遣期間も参照のこと。
労働者に不利な労働条件の横行
労働者派遣事業は本来、派遣先企業の要望を受け、登録された者から最適な者を選び出し、派遣先企業へ人を派遣するサービスである。そのため、労働者派遣法第26条で「派遣労働者を特定することを目的とする行為」は将来（最長で6ヶ月まで）における直接雇用を前提とした紹介予定派遣を除いて制限されている。にもかかわらず「顔合わせ」「職場見学」「業務確認」などの様々な名目で、派遣業者が派遣先に派遣労働者を紹介して採用の可否を求める行為（事前面接）が横行している。これは違法行為であるため、政府は法令順守を強化するよう派遣企業に求めている。しかし日本経済団体連合会は、政府に対する雇用・労働分野の規制改革の要望に事前面接の全面解禁を盛り込んでいる。
国際競争力の低下・産業の空洞化
派遣制度の広がりによって熟練の技術者や事務員が育成されず、企業・産業全体の空洞化につながるとの指摘がある。また派遣を利用する企業は、低コストの見返りとして生産性の低下を受け入れて当然であるとの指摘もある。
全日本自動車産業労働組合総連合会（自動車総連）が非正規雇用者について所属組合に実施したアンケート調査（カッコ内は回答比率、複数回答）では、「技能・技術の伝承で課題がある」(52.6%)、「製品・サービスの質が低下する」（28.3%)といった点へ影響が出ているとの指摘がある。

#### 労働者派遣肯定側からの反論
労働者派遣業界への批判に対し、主として派遣先と派遣元の経営側は、以下の点について反論している。
マージンへの批判
厚生労働省が公開している労働者派遣事業報告書の集計結果によると、派遣労働者の賃金（8時間換算）と派遣会社の派遣料金（8時間換算）から、一般労働者派遣では31%、特定労働者派遣では33%が派遣会社のマージンとなっている。また主要派遣会社のマージン率は各派遣会社の公式サイトなどで公開されている。
業界団体である日本人材派遣協会は、営利企業として利益を上げるには30%程度のマージンを取らざるを得ないと説明している。
派遣元事業主が講ずべき措置に関する指針（平成20年厚生労働省告示第37号）は「13．情報の公開」において労働者派遣会社に対し、派遣労働者の単価、経営情報、派遣事業報告書などの事業運営状況に関する情報を派遣先企業および派遣労働者に公開することを定めている。しかしこの告示自体がほとんど周知されていないのが実情である。過剰なマージンについて労働者派遣会社側は否定しているが、マージンは大半がその企業の決算報告書から導き出せる割合ではないため真偽の確認が困難で信憑性に乏しい。真実と仮定したとしても、統計的見地から導き出された数値ではないケースがほとんどである。
アデコやフジスタッフ（現・ランスタッド）などの独立系の労働者派遣会社の場合、利益は社会保険（労使折半）や有給休暇の負担、福利厚生、事務所の地代家賃や人件費などの経費を加味して計算するため、例えば一等地にある大型の労働者派遣会社のマージンが30%だとしても額面どおりの利益にはならない。これは他業種の一般企業の年商を社員数で割った数字が、そのまま社員各々の年収となるよう分配することが出来ないことと同じ道理である。大まかにであるが、有休には派遣社員の給料の5%程度が充てられ、社会保険には7～10%程度が充てられる。そのほか、経理や営業、スタッフへの指示を業務とする担当者などの人件費、広告費、大型ビルの地代家賃・光熱費などの諸経費がかかる。
労働者派遣業が薄利多売であることは労働者派遣企業の財務諸表からも分かる。例えば、労働者派遣大手であるテンプスタッフの2007年度の売上高が1618億円なのに対して、営業利益が70億円であることからも推察できる。売り上げ額1600億円に対して70億円程度を純益としている場合は、派遣企業がマージンから経費を除いた純粋な利益は4.5%程度である。また、2006年度決算における業界上位5社の営業利益はテンプスタッフの4.5%が最大であり、労働者派遣最大手のパソナの営業利益は3%に過ぎない。しかし派遣業界全体の売り上げは平成22年度の厚生労働省の調査で5兆円を超えており、そのわずか3%が純益であったとしても1500億円という巨額な利益である。
労働者派遣企業は本来労働者が全額を得るべき労働対価を収益源としている
企業が正社員を雇用するということは莫大な経費が発生し、かつその社員を原則、定年まで雇用し続けることを前提とした賃金設定を行う必要がある（ボーナスは除く）。さらに、たとえば1万人の派遣社員を正社員として雇用した場合、1万人分の労働管理や経理事務が発生することを意味する。必然的に管理職や経理担当者の増員を迫られ、これらの人件費も発生する。また正社員は景気循環や季節変動に応じた雇用の調節が困難である。
こうしたことから、企業が正社員を雇い入れるということはイニシャルコスト・ランニングコスト両面で大きな負担を強いられる。労働者派遣会社が純利益とできるマージンを仮に5%得たとしても、企業はこの負担を相殺しさらに企業にとって利益となる。労働者派遣企業は派遣先企業の労務費に弾力性を与え、企業体質を強化するサービスの対価として利益を得ている。
正社員が派遣で代替され、正社員としての雇用機会を奪っている
日本の正社員は身分保障が非常に強いため、派遣労働者の存在が企業の労働力需要を抑制して労働者の雇用機会を損ねているという指摘がある。実際に日本の企業は新卒一括採用に偏っており、派遣労働者が企業の労働需要を満たしている。
派遣社員は低収入で、経済格差やワーキングプアの原因になっている
1986年に労働者派遣法が制定された際は、労働者派遣は同時通訳や財務処理、ソフトウェア開発など一般企業の正社員には困難な、特筆すべき技能を有している者を「一時的に外部から拝借する」手段であることを想定していたため、かつては派遣社員というのは一般的に正社員よりも高給取りで、様々な会社を転々とするスペシャリスト（プロスポーツにおける「ジャーニーマン」）だとみなすことが一般的であった。
しかし、一般企業（特に製造業の現業）が人件費を圧縮する手段として労働者派遣会社を利用する傾向が1999年（法改正後）から顕著化し、2008年現在においては技能未習得者のみならず、就労未経験者をも受け入れ、即戦力としてでなく「定型的な単純作業を行わせるための人材」を確保する手段として、派遣会社を利用する企業が急増している。2009年には製造業の単純業務における労働者派遣・受け入れ禁止が時の厚生労働大臣・長妻昭によって提案されたが、その後一年単位で繰り返されている内閣総辞職・新内閣成立、更には2013年の自公連立政権の復活などにより、法案成立の目途は立っていない。
経済学者の岩田規久男の著書によれば、2008年時点で派遣労働比率（非正社員に占める派遣労働者の比率）は8%となっている。2008年時点で、雇用者全体に占める派遣労働者の割合は2.7%である。岩田は「労働者派遣の規制緩和が進んでいなかった場合、むしろ派遣で働く道を閉ざされ、失業者は増加したはずである。失業者が増加すれば格差は拡大する」と指摘している。岩田は、労働者派遣の規制が強化されれば、企業は非正規社員を減らす、正社員の賃金を引き下げる、相対的に低賃金の海外に移転する、などで対応するとしている。経済学者の田中秀臣は「日本で派遣労働を全面禁止してしまうと、派遣で働けた労働者の仕事を奪うことになりかねない。派遣の仕組みを残し、待遇改善を図ったほうが良い」と指摘している。
派遣先企業の誤った認識がトラブルの原因である場合も多い
派遣先の企業担当者が、派遣労働者に誤った認識を持って接し、トラブルにつながる例も多い。労働者派遣を利用して日の浅い企業でよく見られるケースだが、派遣先担当者が派遣労働者に対して、社員に準じて仕事を自ら進んでするべきとの態度で接し、ノルマ・成績まで社員に準じて要求する場合がある。派遣社員側が社会保険加入でない場合は、短期のアルバイトとしか考えていないケースがほとんどのため、大企業の正社員に準ずる労働水準という過剰な要求を受け、トラブルになり早期に派遣社員側が退職し、双方に不利益な結末となる例が多い。中には派遣社員に高度情報処理技術者試験に合格するよう要求する極めて過剰な要求例も報告されている。高度情報処理技術者試験に合格できる人間は情報処理技術者の中でも限られており、高度情報処理技術者試験に合格できる実力を持つ人間が派遣社員としてそのまま勤務し続けることはほとんどない。
派遣社員は外部の人間のため、派遣先の指示なしでは動けない場合も多い。派遣会社も場合によっては指示なしで行動せず、言動には慎重を期すよう教育していることもあり、社員に準じて率先して自ら動く労働者を求める場合は、準社員や契約社員の方が労働者派遣よりも適している場合が有り、派遣先企業の認識不足で労働者派遣がミスマッチとなっている例も多く報告されている。また労働者派遣では派遣社員に完成責任はないため、完成責任を有する請負の方が適した場合もある。
また正社員側が、派遣元にクレームを入れるぞと派遣社員を恒常的に恫喝し続け、正社員に準ずる労働水準を強要し関係が極度に悪化し派遣社員側が辞職したく故意にミスを犯したり、故意に派遣先に損失を引き起こし、派遣社員が辞めるときに派遣先の問題点を全て派遣先の人事・総務に報告し、トラブルになるケースが報告されている。派遣社員側からは企業の総務・人事担当者に、恒常的に恫喝し続けるというような行為を取り締まるよう求める声がある。中には正社員が私的都合のために、派遣社員に社内規則に違反したことを指示したり、会社の損失さえ無視する極めて悪質な例や、正社員が責任を回避するために、派遣社員に明確な指示を与えず業務を遂行させ、問題が発生したら自分は派遣社員に対して指示を出していないと主張する例がかなりの数報告されている。派遣社員側から総務・人事へ正社員の悪質な行為を通報する制度の整備や、それによって派遣社員側の不利益が発生しないよう環境の整備が必要との声が、派遣先企業・派遣社員双方からある。
派遣制度は一部の労働者にはメリットのある制度
大手労働者派遣会社の場合は3-6カ月毎の更新契約が多いため、このことが精神的な圧迫になる者もいるが、逆にイニシアチブを一生就業先に預ける必要がないことに魅力を感じる者も存在する。正社員では社内規定に基づいた平均化された給与と同一化され、能力に応じた支払いを受けることが難しい企業もなかにはあるが、高度な技術を身につけた労働者は高額な給与と時間的な自由度が高い派遣先だけを選ぶことにより、年収を向上させていくことができる。企業の人材育成意欲が低下している中、企業に頼ることなく自らのキャリアアッププランを明確に持つことで、短期間的に見れば会社に頼るのに比べ高い収入を得ることができる。派遣社員には原則として退職金やボーナスなどの待遇はない代わりに、業種や派遣社員の技能によっては月々の手取額が中小企業のキャリアの浅い正社員よりも高くなることがある。このことで得た一時的な現金を元手に、留学や習い事に自発的に投資してさらなる能力を身に付けるという自己啓発計画をメリットに感じる者も以前は少なくなかった。たしかに20代で高時給と言われる時給2000円なら年収レベルで400万円は魅力であるかもしれないが、昇給がないため40歳でも400万円のままである。交通費も自費のところも多く、長年勤務しても昇給もなく、40歳をすぎると極端に需要が減るうえ、見合った仕事がなくなれば契約期間内であっても契約終了となるなどのデメリットが次々と明らかになり、派遣に魅力を持つものは激減している。
毎日新聞の報道によれば、NPO法人の調査結果では製造業で働く派遣労働者のうち、派遣労働を選んだ理由は「消極的理由」とした者が7割で、メリットを感じて積極的に選んだ者は約3割だったという。

## 派遣労働者が登場する作品
- 漫画『悪女』
- 漫画『派遣戦士 山田のり子』
- ドラマ『ハケンの品格』
- 小説『メタボラ』
- 小説『天龍院亜希子の日記』
- 小説・映画『時の行路』『続・時の行路』『争議生活者―『時の行路』完結編』